# Bernhard Sieland
Bernhard Sieland (* 1945) ist ein deutscher emeritierter Hochschullehrer und Pädagogischer Psychologe.

## Leben
Nach dem Abitur studierte Bernhard Sieland von 1965 bis 1968 für das Lehramt an Volksschulen und legte 1968 das Erste Staatsexamen ab. Unmittelbar danach studierte er von 1968 bis 1975 Psychologe, schloss dieses Studium mit dem Diplom ab und wurde zum Dr. phil. promoviert.
In der Zeit von 1975 bis 1992 war er Akademischer Rat und habilitierte sich. Nach einer Zeit als Privatdozent an der TU Braunschweig wurde er 1993 Professor für Psychologie am Institut für Psychologie der Universität Lüneburg. Er ist ferner approbierter Verhaltenstherapeut. Bernhard Sieland ist verheiratet und Vater von vier Kindern.

## Leistungen
Sielands Arbeitsschwerpunkte umfassen die Aus- und Weiterbildung von Pädagogen, Schulpsychologen, Führungskräften, Psychotherapeuten (Verhaltenstherapie) und Supervisoren sowie die Personal- und Organisationsentwicklung in Non-Profit-Organisationen.
Zu seinen Forschungsschwerpunkten zählen die Eignungsdiagnostik und Potenzialanalysen, diagnosegeleitete Entwicklungsberatung und Änderungsresistenz von Personen und Organisationen, virtuelle und reale professionelle Lerngemeinschaften, die Gesundheitsförderung für Personen in Organisationen sowie Stabilisierung von Lernerfolgen unter Alltagsbedingungen.
Konkret arbeitet Sieland am Projekt „Career Counselling for Teachers“ (CCT) für Deutschland mit. Dieses Projekt ist eine Laufbahnberatung für Lehrer sowie Lehramtsstudenten, mit dessen Hilfen sowohl die Eignung genauer festgestellt als auch Hilfen für die konkrete Tätigkeit als Lehrer gegeben werden sollen. Viele örtliche Zentren für Lehrerbildung arbeiten inzwischen auch mit den von Sieland mitentwickelten CCT-Materialien.

## Auszeichnungen
- Lehrpreis für die Veranstaltungen „Kooperative Entwicklungssteuerung und Selbstmanagement“ (KESS-Seminare)[4]

## Schriften (Auswahl)
- Gruppendynamische Laboratorien und ihre empirische Kontrolle. Ein normatives Trainingsmodell und seine exemplarische Realisation, Münster 1975
- Hast Du heute schon gelebt? Impulse zur Selbstentwicklung. Edition Erlebnispädagogik, Lüneburg 2000, ISBN 3-89569-044-9.
- Qualitätssicherung in der Lehrerfortbildung. Lehrerarbeit: Bedingungsfaktoren und Qualitätskriterien. Verlag Dr. Kovac, Hamburg 2000, ISBN 3-8300-0095-2.

## Mitgliedschaften
- Deutsche Gesellschaft für Psychologie (DGP)